# Фронтасьев, Владимир Павлович
Владимир Павлович Фронтасьев (1908—1969) — советский партийный деятель.

## Биография
Родился 3 марта 1908 года в селе Капустин Яр Астраханской губернии. Рано остался без отца, вскоре после окончания начальной школы из-за бедственного положения семьи был отдан матерью в детский дом. Там вступил в комсомол и позднее двигался по комсомольской линии. В 1931 году окончил экономический факультет Саратовского государственного университета, в 1934 году — аспирантуру при нём же, после чего работал в этом же университете.
С февраля 1940 года работал заведующим отделом пропаганды и агитации Саратовского обкома ВКП(б). 21 июня 1941 года он защитил кандидатскую диссертацию.
В годы Великой Отечественной войны работал на партийных должностях в Саратове. Осенью 1944 года по решению ЦК ВКП(б) был направлен на работу в Смоленскую область, работал секретарём по пропаганде Смоленского обкома ВКП(б), вторым секретарём обкома.
11 декабря 1948 года после перевода в Москву Д. М. Попова был назначен на должность первого секретаря Смоленского обкома ВКП(б). 7 мая 1951 года решением ЦК как не справившийся со своими обязанностями был снят с работы.
В дальнейшем проживал и работал в Саратове. Заведовал кафедрой Неорганической химии в Саратовском Государственном университете с 1960 по 1965 г.г., положивший начало исследованиям по физико-химическому анализу двойных жидких систем, внедривший методы прецизионной рефрактометрии и электропроводности.
Скончался в 1969 году. Похоронен на Воскресенском кладбище.